# Óscar Olavarría
Óscar Olavarría Araya (Santiago, 20 de agosto de 1951-Santiago, 27 de enero de 2000) fue un actor, cantante y comediante chileno, miembro del programa humorístico Jappening con Ja.

## Carrera
La carrera de Olavarría comenzó con la música. Fue solista en los grupos Los Trapos y Cristal.
Comenzó en la actuación en 1973, cuando egresó de la Universidad de Chile. En esa época se produjo su primer matrimonio, el que duraría un par de años.
Participó en diversas teleseries como Villa Los Aromos (1981), Celos (1982), Una familia feliz (1982), La villa (1986).
Su primer acercamiento a la comedia, fue en Sábados Gigantes, específicamente en la sección "Los Valverde", donde daba vida a Óscar, un eterno pretendiente de Monona Valverde (Marilú Cuevas) y rival de amores del pololo de esta última, Pato Torres (Patricio Torres). Regresando en 1988 a ser parte de la sección de humor "Departamento de Solteros", junto a otros grandes de la actuación, Cristián García-Huidobro y Rebeca Ghigliotto.
Al Jappening con ja, el "Negro" -como era conocido por sus amigos y colegas- llegó en la temporada 1984 junto a sus compañeros Marilú Cuevas y Patricio Torres, ahí realizó recordados personajes como "Cacho Escalona", el galán del sketch La oficina, "El Loco de la Moto" en la sección "El Casado Casa Quiere" (donde se repetía la trama de los Valverde, el de tratar de enamorar a Monona y quitar del camino a Pato Torres). Además de "Don Lalo", su personificación del presidente Eduardo Frei Ruiz-Tagle, que le valió las felicitaciones del propio mandatario. También interpretó canciones como "El Acomodador" y "Cleptómana".

## Muerte
Luego de su separación del segundo matrimonio en los 1990, su alejamiento del Jappening y su posterior reincorporación, lo sumieron en problemas de alcoholismo.
El mismo día de su muerte, en la tarde asistió como invitado al programa Casi en serio de Leo Caprile en La Red. Tras esa emisión de ese 27 de enero de 2000, falleció en un accidente automovilístico en la Ruta 68. Cuando intentaba realizar un viraje en U para ir de regreso a Santiago, no se percató de que una camioneta venía cerca, la cual lo embistió provocándole la muerte al instante. Al lugar del accidente, acudió su compañero de set, Jorge Garrido, quien se mostró afectado. En el momento de su muerte tenía 48 años de edad. Su cuerpo fue llevado hasta el Instituto Médico Legal donde fue retirado por sus familiares y sus compañeras de set en el Jappening Con ja: Marilú Cuevas y Gladys del Río.
Sus restos fueron enterrados en el patio 99 del Cementerio General.

## Filmografía
- Villa los aromos (1981) Humberto Muñoz
- La quinta del porro (1981)
- Celos (1982) Gabriel
- Anakena (1982)
- Una familia feliz (1982)
- Las herederas (1983) Fernando
- Sábados Gigantes (1983-1989) "Oscar" en "Los Valverde" y "Oscar" en "Departamento de Solteros"
- La Blancarosa sirena de la mar blava (1984)
- Fanny Pelopaja (1984)
- Jappening con Ja (1984-1999) Cacho Escalona, personajes varios.
- La villa (1986) Ayudante del "Coyote López"
- Estació d'enllaç (1995)
  - Qüestió de colors (1995) Episodio de televisión